# ابردین (کنتاکی)
ابردین، کنتاکی (به انگلیسی: Aberdeen, Kentucky) در ایالات متحده آمریکا است که در کنتاکی واقع شده‌است.